# 克里斯托弗·卡通戈
克里斯托弗·卡通戈（Christopher Katongo，1982年8月31日—），赞比亚足球运动员，赞比亚国家队现任队长。

## 职业生涯

### 俱乐部
卡通戈早年先后效力于赞比亚国内以及南非的几支队伍。2007年，卡通戈登陆欧洲，转会至丹麦的布隆德比并效力至2008年。
2008年，卡通戈转会德甲球队比勒费尔德并效力三年 。在这里的出色表现极大地提升了他的知名度。2010年夏天，比勒费尔德陷入财政危机，被迫抛售卡通戈，最终卡通戈选择加盟希腊的萨丁队，并成为球队的进攻核心。
2011年7月，卡通戈加盟中超球队河南建业，签约两年半。7月10日，卡通戈在河南建业0比0战平长春亚泰的比赛中首发出场，第一次在中超联赛亮相。9月10日，卡通戈在河南建业1比2不敌大连实德的比赛中打进加盟球队后的首个进球。2011赛季，卡通戈为河南建业出场16次，取得2个进球。

### 国家队
卡通戈在23岁首次代表赞比亚国家队出场，是赞比亚国家队的现任队长，至今已出场68次，打入16球。他随同国家队出战了2006年，2008年，2010年和2012年的非洲国家杯的比赛。他在2012年非洲国家杯的表现尤为出色，个人独进三球，帮助赞比亚国家队历史上首夺非洲国家杯冠军，而且个人收获赛会最佳球员和最佳射手（和其他六人并列）的荣誉。